# Lijst van nummer 1-hits in Oostenrijk in 2012
Deze hits stonden in 2012 op nummer 1 in de Ö3 Austria Top 40, de bekendste hitlijst in Oostenrijk.
| Datum        | Artiest                   | Titel                                    |
| ------------ | ------------------------- | ---------------------------------------- |
| 6 januari    | Taio Cruz & Flo Rida      | Hangover                                 |
| 13 januari   | Gotye & Kimbra            | Somebody that I used to know             |
| 20 januari   | Gotye & Kimbra            | Somebody that I used to know             |
| 27 januari   | Michel Teló               | Ai se eu te pego!                        |
| 3 februari   | Michel Teló               | Ai se eu te pego!                        |
| 10 februari  | Michel Teló               | Ai se eu te pego!                        |
| 17 februari  | Michel Teló               | Ai se eu te pego!                        |
| 24 februari  | Michel Teló               | Ai se eu te pego!                        |
| 2 maart      | Michel Teló               | Ai se eu te pego!                        |
| 9 maart      | Michel Teló               | Ai se eu te pego!                        |
| 16 maart     | Sean Paul                 | She doesn't mind                         |
| 23 maart     | Michel Teló               | Ai se eu te pego!                        |
| 30 maart     | Sean Paul                 | She doesn't mind                         |
| 6 april      | The BossHoss              | Don't gimme that                         |
| 13 april     | The BossHoss              | Don't gimme that                         |
| 20 april     | The BossHoss              | Don't gimme that                         |
| 27 april     | Fun. & Janelle Monáe      | We are young                             |
| 4 mei        | Fun. & Janelle Monáe      | We are young                             |
| 11 mei       | Luca Hänni                | Don't think about me                     |
| 18 mei       | Fun. & Janelle Monáe      | We are young                             |
| 25 mei       | Pitbull                   | Back in time                             |
| 1 juni       | Pitbull                   | Back in time                             |
| 8 juni       | Loreen                    | Euphoria                                 |
| 15 juni      | Loreen                    | Euphoria                                 |
| 22 juni      | Loreen                    | Euphoria                                 |
| 29 juni      | Tacabro                   | Tacatá                                   |
| 6 juli       | Tacabro                   | Tacatá                                   |
| 13 juli      | Tacabro                   | Tacatá                                   |
| 20 juli      | Tacabro                   | Tacatá                                   |
| 27 juli      | Tacabro                   | Tacatá                                   |
| 3 augustus   | Triggerfinger             | I follow rivers                          |
| 10 augustus  | Triggerfinger             | I follow rivers                          |
| 17 augustus  | Chris Brown               | Don't wake me up                         |
| 24 augustus  | Triggerfinger             | I follow rivers                          |
| 31 augustus  | Asaf Avidan               | One day / Reckoning song (Wankelmut rmx) |
| 7 september  | Asaf Avidan               | One day / Reckoning song (Wankelmut rmx) |
| 14 september | Asaf Avidan               | One day / Reckoning song (Wankelmut rmx) |
| 21 september | Asaf Avidan               | One day / Reckoning song (Wankelmut rmx) |
| 28 september | Asaf Avidan               | One day / Reckoning song (Wankelmut rmx) |
| 5 oktober    | Asaf Avidan               | One day / Reckoning song (Wankelmut rmx) |
| 12 oktober   | PSY                       | Gangnam style                            |
| 19 oktober   | PSY                       | Gangnam style                            |
| 26 oktober   | PSY                       | Gangnam style                            |
| 2 november   | Rihanna                   | Diamonds                                 |
| 9 november   | Rihanna                   | Diamonds                                 |
| 16 november  | Rihanna                   | Diamonds                                 |
| 23 november  | PSY                       | Gangnam style                            |
| 30 november  | Rihanna                   | Diamonds                                 |
| 7 december   | Alicia Keys & Nicki Minaj | Girl on fire                             |
| 14 december  | Alicia Keys & Nicki Minaj | Girl on fire                             |
| 21 december  | Alicia Keys & Nicki Minaj | Girl on fire                             |
| 28 december  | Geen lijst verschenen     | Geen lijst verschenen                    |